# Destrega
Destrega (デストレーガ?, Desutorēga) è un videogioco picchiaduro a incontri 3D (ovvero in cui ci si muove in un ampio spazio tridimensionale) sviluppato per PlayStation e pubblicato nel 1998. Il protagonista, il giovane Gradd, dovrà salvare il mondo con l'aiuto dei suoi amici.

## Trama
Molti secoli fa, in una nazione immaginaria, comparvero gli Strega, esseri umani dotati di grandi poteri magici in grado di influenzare la materia. In principio gli Strega furono trattati come maestri dagli abitanti del Paese, i quali però, ad un certo punto, iniziarono a desiderare di possedere lo stesso potere. Convinti di aver istruito gli uomini ad un corretto uso della magia gli Strega crearono le Reliquie, potenti manufatti magici in grado di conferire agli uomini gli stessi poteri degli Strega, ma la nazione invece se ne servì per dare inizio ad una campagna di guerra che la portò a conquistare l'intero continente. L'impero così costruito, però, non era in grado di reggersi sulle proprie gambe, e nel giro di un anno crollò frammentando di nuovo il continente in un mosaico di nazioni minori.
Sentendosi colpevoli per l'accaduto gli Strega recuperarono e sigillarono le reliquie, facendo voto di non permettere mai più all'umanità di servirsene. Passarono gli anni, e la nazione tornò prospera, benché accerchiata da stati militarmente più potenti ed agguerriti. Un giorno, un proprietario terriero di nome Zauber ritrovò casualmente le reliquie, e convinse la famiglia reale a servirsene per ricreare l'antico impero sognato dai loro antenati. Gli Strega, temendo che il cataclisma del passato potesse ripetersi, tentarono di convincere il re a desistere, ma questi, su consiglio di Zauber, non volle ascoltarli, e anzi li dichiarò fuorilegge, ordinandone lo sterminio. Nel caos che seguì Zauber, divenuto primo ministro, organizzò lo sterminio della famiglia reale, di cui accusò gli Strega, e una volta ottenuto il potere proseguì nella sua opera di epurazione per schiacciare ogni possibile minaccia al suo potere. L'opera di pulizia etnica di Zauber raggiunge infine il villaggio del giovane Gradd, che dopo aver visto morire tutta la sua famiglia giura vendetta contro Zauber. Lasciato il villaggio viene raggiunto da altri due Strega, il vecchio Rohzen e la giovane Celia, che stanno cercando di radunare un esercito con cui sfidare Zauber e distruggere le reliquie prima che il ministro possa ottenere del tutto il controllo del Paese e iniziare il suo piano di conquista del continente, ma la loro richiesta a Gradd di unirsi a loro rimane inascoltata.
Nel mentre Zauber deve fare i conti con la crescente popolarità della giovane ed esuberante principessa Anjie, unica superstite della deposta famiglia reale, la quale se diventasse imperatrice lo metterebbe nella condizione di avere nuovamente qualcuno a cui rendere conto del proprio operato. Pertanto, ordina ad uno dei suoi fedelissimi, Fhalma, di trovare Doyle, uno dei più potenti Strega del Paese, perché lo costringa ad uccidere Anjie, dando all'altro suo generale Raone l'incarico di annientare definitivamente la resistenza contro Zauber capitanata dal giovane Tiene e dal suo alleato Couger, uno shinobi proveniente da un altro Paese. Infine, per lasciare la principessa indifesa, allontana dal palazzo Milena, la sua guardia del corpo, con il pretesto di permetterle di cercare lo strega che uccise suo padre molti anni prima.
Intanto Gradd ha iniziato una propria guerra personale contro l'esercito di Zauber, e dopo essere stato salvato da Celia e Rohzen da un attacco massiccio che stava quasi per ucciderlo accetta finalmente di unirsi a loro. Lui e Celia raggiungono quindi Tiene, ma questi, credendo come tutti alle voci che incolpano gli Strega dello sterminio della famiglia reale, rifiuta la loro richiesta di aiuto. Poco dopo che i due se ne sono andati, però, la fortezza della resistenza viene attaccata dalle truppe di Raone, ma grazie al ritorno di Gradd e Celia Tiene viene portato in salvo, mentre di Couger si perdono le tracce. Tieme accetta quindi di unirsi al gruppo, e su suo consiglio lui e Gradd chiedono l'appoggio anche di Doyle, il quale però, stanco della guerra, non vuole avere nulla a che fare con questo nuovo conflitto; poco dopo, però, Doyle viene raggiunto anche da Fahlma, che riesce ad ottenere il suo appoggio dopo avergli rivelato di aver rapito suo figlio Reyus.
Il gruppo a quel punto si divide, e mentre Gradd fa ritorno al nascondiglio Tieme si dirige al palazzo imperiale per andare in aiuto di Anjie, avendo intuito i piani di Zauber di eliminarla. Nel nascondiglio, intanto, Rohzen rivela a Celia che suo fratello, che la ragazza va cercando da molti anni, è in realtà Fahlma, ed è quindi al servizio di Zauber. Avendolo saputo Celia si precipita a sua volta al palazzo, dove però viene assalita e sconfitta dalle guardie, anche se però viene portata in salvo dal fratello. Intanto Gradd fa ritorno alla caverna, trovandovi però Milena. Tra i due nasce uno scontro, soprattutto dopo che la ragazza ha scoperto che il capo dei ribelli è Rohzen, ovvero l'assassinio di suo padre, ma vengono fermati da Couger; lo shinobi infatti ha scoperto tutto il piano di Zauber, che grazie alla complicità di Rohzen sta facendo in modo di eliminare uno ad uno gli ultimi Strega rimasti, assieme a tutti coloro che, come Angie, costituiscono una potenziale minaccia per lui.
Gradd quindi si dirige a tutta velocità verso il palazzo, anche se durante la strada viene ostacolato da Rohzen (il quale di lì a breve sarà a sua volta ucciso da Zauber), che gli lancia contro due pericolosi sicari; nel palazzo nel frattempo Doyle sta per uccidere la principessa, ma viene fermato da Tieme e Milena, che lo convincono ad unirsi a loro per eliminare Zauber e salvare il figlio. Doyle, Tieme e Milena assaltano quindi il palazzo di Zauber; Doyle purtroppo viene ucciso dal suo stesso figlio, caduto sotto il controllo mentale di Fahlma, anche se prima di morire riesce a salvarlo facendolo tornare in sé; Tieme, invece, affronta in duello Raone, riuscendo ad ucciderlo per vendicare lo sterminio della resistenza. Milena raggiunge Zauber, che si rivela essere il vero assassino di suo padre, ma viene sconfitta; per sua fortuna sopraggiunge Gradd, il quale invece ha la meglio.
Tuttavia, prima che Gradd possa distruggere la Reliquia Suprema di Zauber, provocando di conseguenza la distruzione anche di tutte le altre, viene fermato da Fahlma; distruggere le reliquie infatti priverebbe gli Strega dei loro poteri, e secondo Fahlma essi sono indispensabili per garantire la sopravvivenza dell'umanità, poiché solo grazie al potere degli Strega gli esseri umani eviteranno di distruggersi tra di loro. Gradd, però, è determinato a seguire la sua linea di pensiero e i due si scontrano, ma pur uscendo sconfitto Fahlma sente di aver comunque vinto: per distruggere la Reliquia, infatti, serve una parola magica, che lui non può conoscere.
La parola, però, gli viene rivelata da Celia: è DESTREGA.

## Doppiaggio
I nomi tra parentesi sono quelli utilizzati nella versione giapponese del gioco.
| Personaggio    | Doppiatore originale | Doppiatore Italiano               |
| -------------- | -------------------- | --------------------------------- |
| Gradd (Grad)   | Hideo Ishikawa       | Massimo Marinoni                  |
| Celia (Serea)  | Hōko Kuwashima       | Ilaria D'Elia                     |
| Tieme (Teem)   | Kazuya Nakai         | Andrea Piovan                     |
| Couger (Kouga) | Takeshi Endō         | Alessandro Ricci                  |
| Anjie (Anzeal) | Saori Kaneda         | Ilaria D'Elia                     |
| Milena         | Yuko Nagashima       | Benedetta Ferraro                 |
| Zauber         | Hirohiko Kakegawa    | Andrea Piovan                     |
| Rohzen (Rozen) | Yasunori Masutani    | Andrea Piovan                     |
| Fahlma (Falma) | Shin'ichirō Miki     | Massimo Marinoni                  |
| Raone (Laon)   | Shinichi Yamada      | Alessandro Ricci                  |
| Doyle (Doil)   | Takahiro Yoshimizu   | Alessandro Ricci                  |
| Reyus (Reus)   | Junko Noda           | Massimo Marinoni                  |
| Hilda          | Misa Nakanishi       | Benedetta Ferraro                 |
| Reliquie       | Naoki Imamura        | Alessandro Ricci Massimo Marinoni |